# Hiệp hội Quốc tế Nghiên cứu Công trình Môi trường thủy
Hiệp hội Quốc tế Nghiên cứu Công trình Môi trường thủy, viết tắt theo tiếng Anh là IAHR (International Association for Hydro-Environment Engineering and Research) là một tổ chức phi chính phủ quốc tế của các tổ chức và cá nhân hoạt động trong lĩnh vực nghiên cứu công trình thủy lực và ứng dụng của nó.
IAHR thành lập năm 1935, là thành viên liên kết khoa học của Hội đồng Khoa học Quốc tế (ISC), và của Hội đồng Quốc tế về Khoa học (ICSU) trước đây.
Ban Thư ký điều hành đặt tại hai nơi là Madrid, Tây Ban Nha, và Bắc Kinh, Trung Quốc. Chủ tịch IAHR từ 2019 là Joseph Hun-wei Lee từ Hồng Kông.

## Mục tiêu
Mục tiêu của IAHR là:
1. Tổ chức sự kiện: hội nghị, hội thảo chuyên ngành, hội thảo và các khóa học giáo dục.
2. Các cuộc họp kỹ thuật thông qua các ủy ban của IAHR
3. Các cuộc họp khu vực thông qua các đơn vị khu vực của IAHR và các chương trình quốc gia.
4. Đào tạo tại trường đại học kỹ thuật châu Âu về môi trường nước: như IAHR-EGW tại Stuttgart.
5. Tham gia vào các chương trình quốc tế như của UNESCO, WMO và ISC.
6. Xúc tiến các hoạt động sinh viên thông qua chương trình sinh viên IAHR.
7. Xuất bản phẩm.
8. Biện hộ cho vai trò của khoa học trong việc phát triển các giải pháp cho các vấn đề nước toàn cầu.

## Hoạt động
Các đại hội 
- IAHR 40. 2023:
- IAHR 39. 2021:  Granada
- IAHR 38. 2019:  Panama City
- IAHR 37. 2017:  Kuala Lumpur
- IAHR 36. 2015:  The Hague
- IAHR 35. 2013:  Thành Đô
- IAHR 34. 2011:  Brisbane
- IAHR 33. 2009:  Vancouver
- IAHR 32. 2007:  Venice
- IAHR 31. 2005:  Seoul
- IAHR 30. 2003:  Thessaloniki
- IAHR 29. 2001:  Bắc Kinh
- IAHR 28. 1999:  Graz
- IAHR 27. 1997:  San Francisco
- IAHR 26. 1995:  London
- IAHR 25. 1993:  Tokyo
- IAHR 24. 1991:  Madrid
- IAHR 23. 1989:  Ottawa
- IAHR 22. 1987:  Lausanne
- IAHR 21. 1985:  Melbourne
- IAHR 20. 1983:  Moskva
- IAHR 19. 1981:  New Delhi
- IAHR 18. 1979:  Cagliari
- IAHR 17. 1977:  Baden
- IAHR 16. 1975:  Sao Paulo
- IAHR 15. 1973:  Istanbul
- IAHR 14. 1971:  Paris
- IAHR 13. 1969:  Kyoto
- IAHR 12. 1967:  Fort Collins
- IAHR 11. 1965:  Leningrad
- IAHR 10. 1963:  London
- IAHR 9. 1961:  Dubrovnik
- IAHR 8. 1959:  Montreal
- IAHR 7. 1957:  Lisbon
- IAHR 6. 1955:  The Hague
- IAHR 5. 1953:  Minneapolis
- IAHR 4. 1951:  Bombay
- IAHR 3. 1949:  Grenoble
- IAHR 2. 1948:  Stockholm
- Hoãn. 1939:  Liège
- IAHR 1. 1938:  Berlin

## Xuất bản
IAHR xuất bản 4 tạp chí khoa học quốc tế, với sự hợp tác của 2 nhà xuất bản Taylor & Francis và Elsevier.
| Tạp chí                                      | Tên giao dịch                                     | Nơi xuất bản              |
| -------------------------------------------- | ------------------------------------------------- | ------------------------- |
| Tạp chí Nghiên cứu thủy lực                  | Journal of Hydraulic Research                     | Tây Ban Nha               |
| Tạp chí Quản lý lưu vực sông (từ 2013)       | Journal of River Basin Management                 | Tây Ban Nha               |
| Tạp chí Nghiên cứu và Kỹ thuật nước Ứng dụng | Journal of Applied Water Engineering and Research | Taylor & Francis, Website |
| Tạp chí Nam Mỹ về nước (từ 2014)             | Revista Iberoamericana del Agua                   | Elsevier, Website         |

Ngoài ra các thành viên vùng cũng xuất bản tạp chí của riêng mình.